# Кременець (Луцький район)
Кре́менець — село в Україні, у Луцькому районі Волинської області. Входить до складу Копачівської сільської громади. Населення становить 791 особу.
Село Кременець розміщене біля районного центру м. Рожище (за 3 км) на перехресті автодоріг Луцьк—Ковель та Рожище—Турійськ. Утворилося з навколишніх хуторів. Частина села називається французи, бо колись тут був французький курган війни 1812 року, який розрила радянська влада. тому напевно поселення досить давнє. у 1936 році на кошти місцевих мешканців в була побудована школа яку розібрали у 1992 р при будові церкви. Документ, хто був медсенатом школи, знайшли місцеві жителі.
у 1914 році через село йшла вузькоколійна залізниця до села Ужова, де були великі бої.

## Населення
Згідно з переписом УРСР 1989 року чисельність наявного населення села становила 808 осіб, з яких 388 чоловіків та 420 жінок.
За переписом населення України 2001 року в селі мешкало 888 осіб.

### Мова
Розподіл населення за рідною мовою за даними перепису 2001 року:
| Мова       | Відсоток |
| ---------- | -------- |
| українська | 99,44 %  |
| російська  | 0,56 %   |

## Відомі люди

### Народились
- Василів Володимир Васильович (10.10.1893 – 13.03.1930) — підполковник армії УНР. Похований в м. Познань, Польща.[4][5]